# Октаэдрит

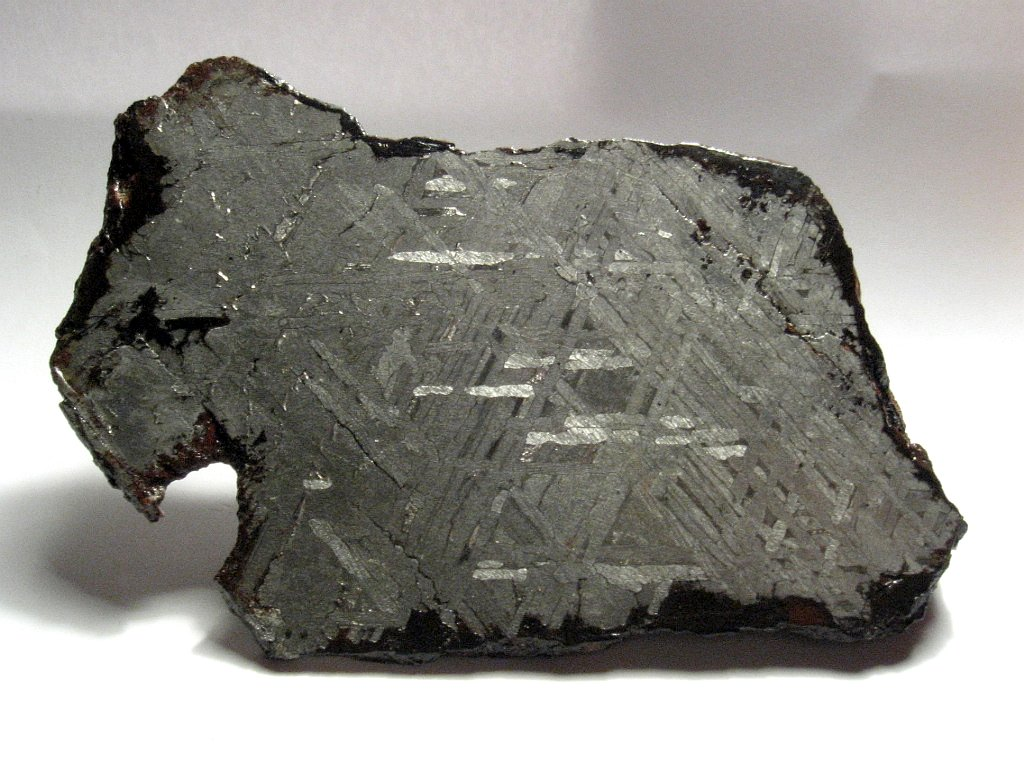
Октаэдрит из Толуки

Октаэдрит (англ. Octahedrite) — наиболее распространенный структурный класс железных метеоритов. Структуры возникают потому, что метеоритное железо имеет определённую концентрацию никеля, что приводит к нановыделению камасита (никелистое метеоритное железо) из тэнита (самородный сплав железа и никеля) при охлаждении.

## Структура

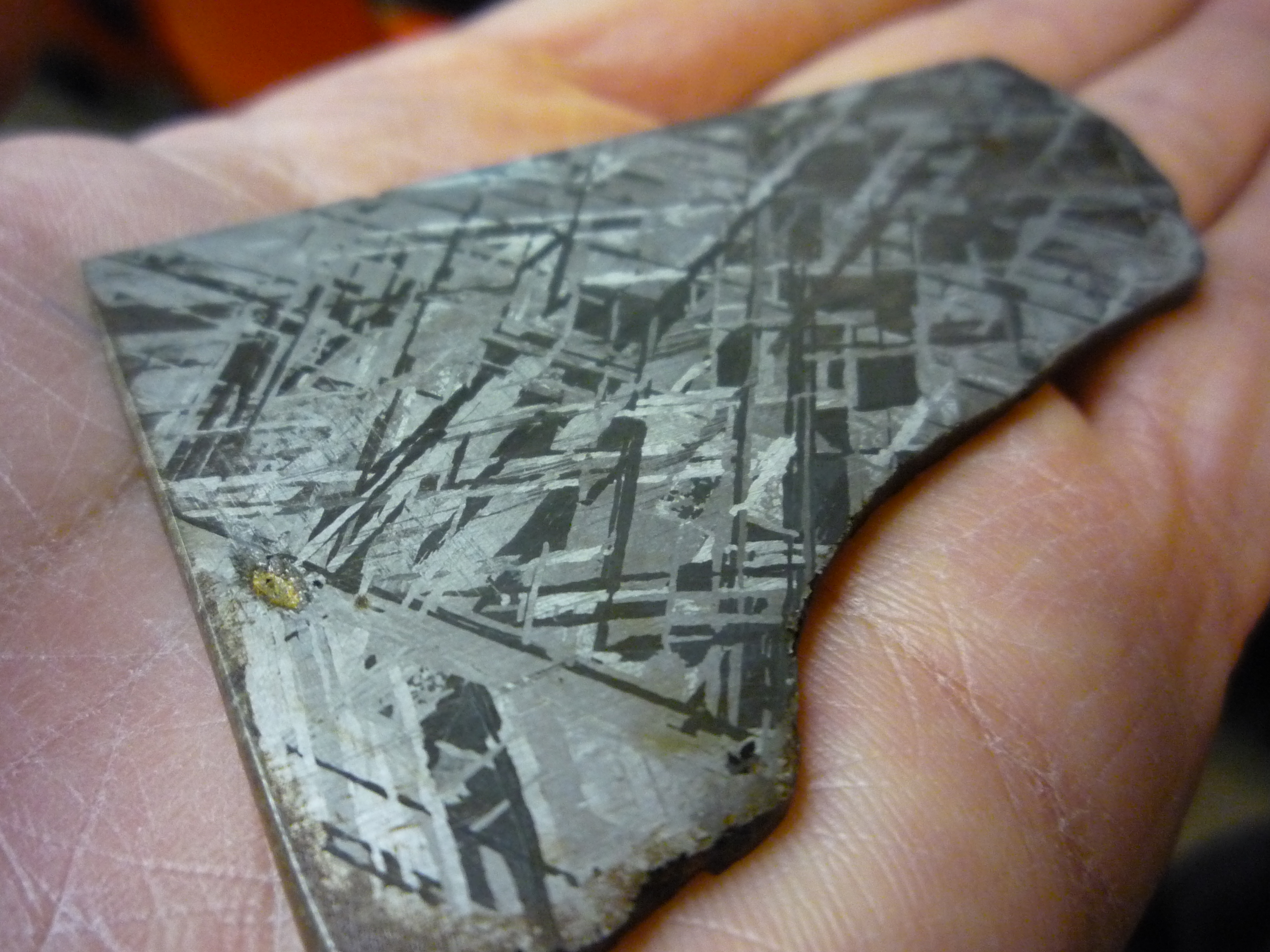
Видманштеттенова структура в Железо-никелевый сплав октаэдрите

Октаэдриты так называются из-за своей кристаллической структуры, схожей с октаэдром. Противоположные грани параллельны. Вследствие этого, несмотря на то что октаэдр имеет 8 граней, у октаэдрита есть только 4 комплекта камаситовых пластин.
Из-за длительного времени охлаждения внутри родительских астероидов, эти сплавы кристаллизуются в перемешанные полосы размером от 0,2 мм до 5 см. Если камаситовые пластины отполировать и протравить кислотой становятся видны классические модели видманштеттеновой структуры.
В промежутках между слоями камасита и тэнита часто встречается мелкозернистая смесь, называемая плессит. В большинстве никель-железных метеоритов присутствует шрейберзит, а также карбид железа-никель-кобальт и Когенит. Также встречаются графит и троилит в округлых узелках до нескольких сантиметров в диаметре.

## Подгруппы

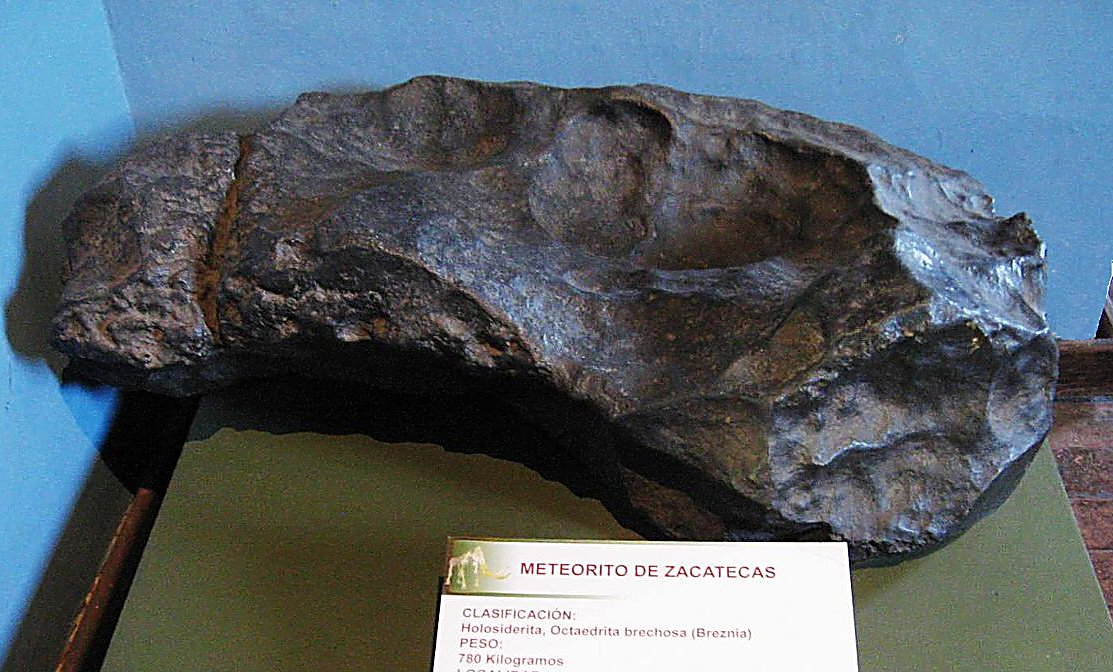
Метеорит Сакатекас весом 780 кг, найденный в 1782 году в мексиканском штате Сакатекас

Октаэдриты могут быть сгруппированы по размерам слоёв камасита в видманштеттеновых структурах, которые связаны с содержанием никеля:
- грубейшие, ширина слоёв > 3,3 мм, 5‒9% никеля;
- грубые, ширина слоёв 1,3-3,3 мм, 6,5‒8,5% никеля;
- средние, ширина слоёв 0,5-1,3 мм, 7‒13% никеля;
- мягкие, ширина слоёв 0,2‒0,5 мм, 7,5‒13% никеля;
- мягчайшие, ширина слоёв < 0,2 мм, 17‒18% никеля;
- палласиты, промежуточная стадия между октаэдритами и палласитами.

## Минерал
Октаэдрит это устаревший синоним анатаза, один из трёх известных минералов диоксида титана.